# Good Vibrations
『Good Vibrations』は、1984年9月5日に発売された、THE GOOD-BYE2枚目のオリジナルアルバムである。

## 概要
『モダンボーイ狂想曲（ラプソディー）』『YOU惑－MAY惑』のシングル曲は全てアルバムバージョンとして収録されている。

## 収録曲

### オリジナル盤
- SIDE A

1. Midnight Train [3:25]
作詞:野村義男／作曲:曾我泰久
2. DOLL [2:06]
作詞・作曲：野村義男
3. モダンボーイ狂想曲（Version 1） [2:52]
作詞:野村義男／作曲:THE GOOD-BYE
4. Please Believe Me [3:05]
作詞・作曲：曾我泰久
5. I Don't Know [3:39]
作詞・作曲：野村義男／編曲：THE GOOD-BYE、LAP TIME

- SIDE B

1. Good Vibrations [0:29]
2. YOU惑-MAY惑 [2:51]
作詞:野村義男／作曲:曾我泰久
  - 表記は無いがシングルと同一音源だが、前曲の余韻が僅かに残っている。
3. （おしゃべり） [2:21]
4. Going Home [3:28]
作詞:加賀八郎／作曲:曾我泰久
5. 1999 [3:01]
作詞：野村義男／作曲：曾我泰久
6. Dear Friend [5:20]
作詞・作曲：曾我泰久／ストリングス・ブラスアレンジ:小林信吾

### CD リマスター盤
- 2004年9月22日発売。
- Dear Friend 以降前述の通り、未発表曲も含むボーナストラックとして新たに6曲収録された。

1. Midnight Train
2. DOLL
3. モダンボーイ狂想曲（Version 1）
4. Please Believe Me
5. I Don't Know
6. Good Vibrations
7. YOU惑－MAY惑
8. （おしゃべり）
9. Going Home
10. 1999
11. Dear Friend
12. 浮気なロンリーガール [3:46]
13. LOVE AGAIN [3:00]
14. Gaah×3（LIVE） [2:58]
15. Misty Night（Version II） [3:11]
16. モダンボーイ狂想曲 (DEMO) [3:13]
  - 未発表デモ。オリジナルマルチテープに残されていたデモ。
17. LOVE AGAIN （マリーナCM DEMO)[0:30]
  - CM用のデモテープ　仮コーラスは曾我泰久と川原伸司ディレクター